# IC 4658
IC 4658 је ознака објекта на координатама са ректансцензијом 17h 36m 10,0s и деклинацијом - 59° 35" 6'. Открио га је Ројал Харвуд Фрост, 20. јула 1903. Каснијим посматрањима на том положају није уочен никакав астрономски објекат.